# Konstglas

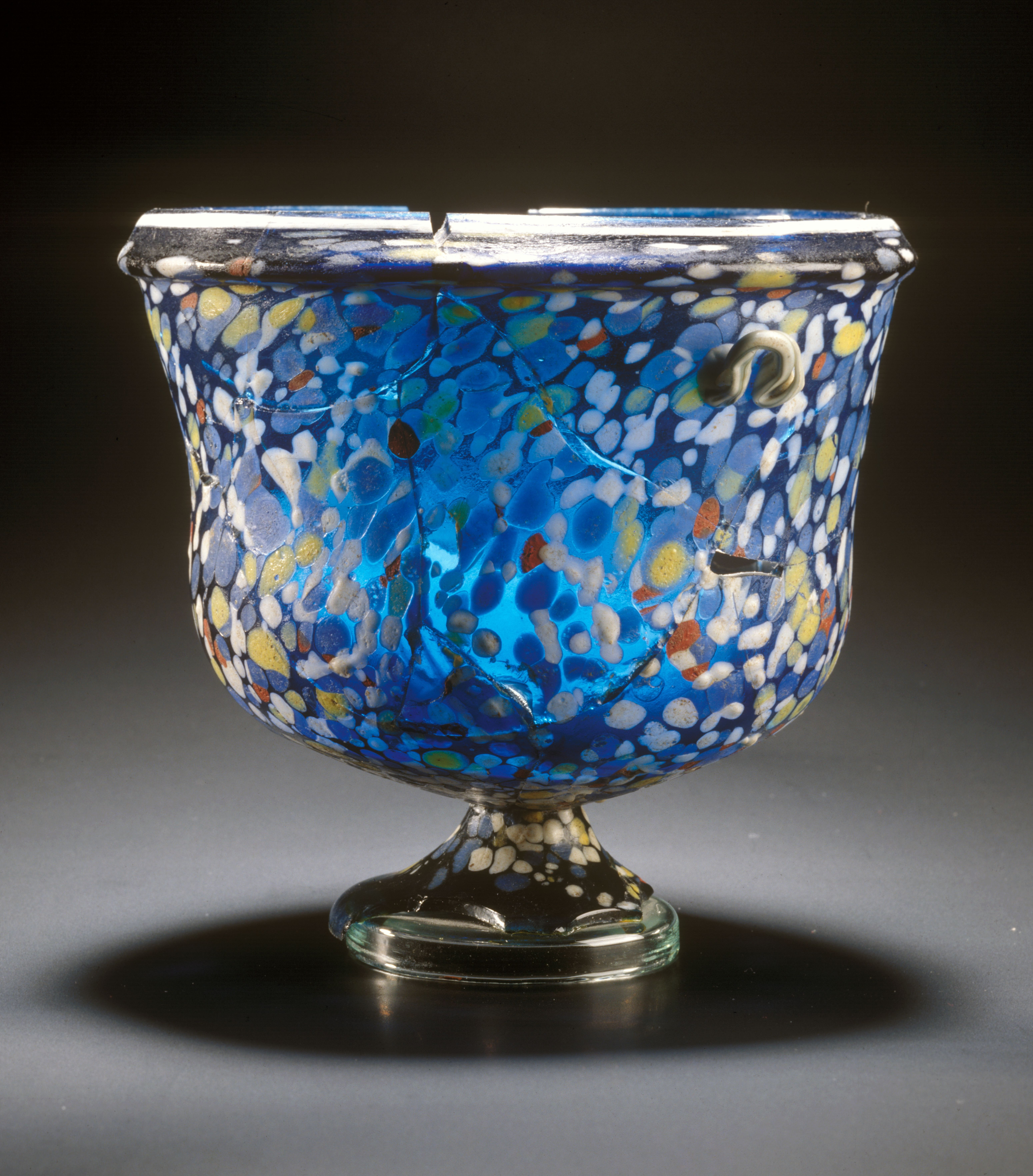
Romersk glasbägare från en grav i Emona (nuvarande Ljubljana).

Konstglas är en produkt av glas som framställts med tanke på utseende snarare än praktisk användning. Skillnaden är därvid inte helt tydlig, då konstglas i många fall även kan ha en praktisk funktion, och även bruksföremål i glas kan ha kända formgivare och avancerad design. Definitionen brukar därför vara att ett konstglasföremål tillverkas av en känd glaskonstnär mer eller mindre hantverksmässigt som unika föremål eller i en liten exklusiv serie, i allmänhet signerade och ibland numrerade föremål.
Konstglas framställs på samma sätt som många andra typer av glas genom blåsning, fusing eller slumping. Det är i många fall en fördel att använda glassorter med en viskositet som ökar linjärt med temperaturen på massan för att på så sätt underlätta bearbetningen av det.